# Integrated Taxonomic Information System

Logo ITIS

Integrated Taxonomic Information System (ITIS) – system zaprojektowany do dostarczania informacji taksonomicznych o organizmach. Został utworzony w 1996 r. System jest wspierany przez agencje rządowe Stanów Zjednoczonych, Kanady i Meksyku. Współpracuje z taksonomami z całego świata. Jest partnerem Species 2000 i Global Biodiversity Information Facility (GBIF). Współuczestniczy w realizacji międzynarodowego programu Katalog Życia (Catalogue of Life Programme).
Pod koniec 2005 roku w bazie danych systemu znajdowało się ok. 500 tys. nazw systematycznych, zwyczajowych i synonimicznych. W czerwcu 2012 – ponad 600 tys. nazw systematycznych i ponad 116 tys. nazw zwyczajowych.